# Kara (regio)
Kara is een van de vijf regio's van Togo. De hoofdstad heet net als de regio Kara. De regio is ongeveer 11.600 vierkante kilometer groot en telde in 2006 ongeveer 830.000 inwoners. De regio Kara werd in 1981 gevormd met delen van de regio's Centrale en Savanes.

## Grenzen
De regio Kara grenst aan de volgende regio's en buurlanden:
- Regio's:
  - In het noorden aan Savanes.
  - In het zuiden aan Centrale.
- Buurlanden:
  - In het oosten aan de departementen Atacora (noorden) en Donga (zuiden) van Benin.
  - In het westen aan de regio Northern van Ghana.

## Prefecturen
De regio is verder opgedeeld in zeven prefecturen
:
- Assoli
- Bassar
- Bimah
- Dankpen
- Doufelgou
- Kéran
- Kozah

## Flora, fauna en cultuur
- Het land van de Tamberma (fr: Le pays Tamberma), een gebied dat bekend staat om haar architectuur, met traditionele bouwwerken die zijn opgenomen op de Werelderfgoedlijst van UNESCO.
- De hoogovens van de Bendjeli (fr: hauts-fourneaux de Bendjeli), in het zuidwesten van het Bassar-gebied, ongeveer 75 kilometer van de stad Kara.
- Sarakawa-park, een safaripark gelegen op twintig kilometer ten noord-westen van Kara.

Centrale · Kara · Maritime · Plateaux · Savanes